# 茅ヶ崎エフエム
株式会社茅ヶ崎エフエム（ちがさきエフエム）とは、神奈川県茅ヶ崎市で超短波放送（FM放送）を行っている特定地上基幹放送事業者である。
EBOSHI RADIO STATION、エボラジの愛称でコミュニティ放送を行うが、社名に近い茅ヶ崎FM表記も併用して用いられる。

## 概要
茅ヶ崎は尾崎紀世彦、加山雄三、桑田佳祐と名だたるミュージシャンを輩出し、また小山敬三、入江観、開高健など多くの藝術家が居を構えて創作活動を行うなど、藝術と文化が香る街として世間の耳目を集めてきた。
そんな中、茅ヶ崎市民の間から「茅ヶ崎の地域文化と情報を発信する場が欲しい」という要望が高まり、またそれを実現するためには何がふさわしいかということを有志により相談を重ねた結果、「コミュニティFMが良いのではないか」ということになったという。
新しく開局する本放送局では、『茅ヶ崎から熱い胸騒ぎを。』をコンセプトに掲げ、茅ヶ崎の地域情報を中心に防災対策やイベント情報などを発信し、みんなのコミュニケーションと情報発信の場を広げていくことを主眼とする。
本放送局にはサザンオールスターズに関係する企業が出資を行っているという特徴がある。所属レコード会社であるJVCケンウッド・ビクターエンタテインメント、所属プロダクションのアミューズが出資し、局の代表も同社の代表取締役社長である中西正樹が就任している。また、アルバック、トヨタモビリティ神奈川、パリミキホールディングス、3peace、行政書士法人AXIA、クライオエンジニアリング、湘南茅ヶ崎 ARTレディースクリニック、ラスカ茅ヶ崎、湘南ちがさき屋、神奈川電設、プレンティーズ、稲岡ハウジング、第一興商、かながわ県民共済、軽スタ、GDO CHIGASAKI GOLF LINKS、Sun-Light-Groupの17社は当局のパートナー企業として参加している。
茅ヶ崎エフエムの開局により、横須賀市（FMブルー湘南）より小田原市（FMおだわら）まで、湘南海岸の全市町を対象とするコミュニティFMが存在することになる。
インターネット配信は、開局日よりJCBAインターネットサイマルラジオで行っている。
茅ヶ崎FMのイラストを手がけているのは、茅ヶ崎市に自らアートギャラリーを営む「Ryu Ambe」が担当している。

### エフエム東京との関係
番組は自社制作番組以外のほとんどは自社制作の音楽放送となるが、当局はコミュニティ放送局でありながら、民放ラジオ局においては全国FM放送協議会（JFN）のキー局・エフエム東京（TOKYO FM）とも関係があり、同局制作の『桑田佳祐のやさしい夜遊び』を『桑田佳祐のやさしい夜遊び from TOKYO FM / JFN』のタイトル・名義でJFN系列と同時ネットで放送するほか、TOKYO FMのグループ組織「TOKYO FMコミュニケーションズ・グループ」の傘下・ミュージックバードとも関係があり、後述の自社制作番組『プロボウラー名和秋の海街レイディオ』を同局で放送している。

## 沿革
- 2023年（令和5年）
  - 6月21日 - 会社設立。
  - 9月8日 - 関東総合通信局より予備免許取得[11]。
  - 10月1日 - 開局。第一声は桑田佳祐が行った[12]。

- 2024年（令和6年）
  - 7月6日 - ミュージックバードを通じ、自社制作番組『プロボウラー名和秋の海街レイディオ』を全国のコミュニティFM局で放送開始。なお、全国ネットの時間帯は別番組を放送しているため、茅ヶ崎FMでは非ネットとなる[9]。
  - 7月15日 - 公式アプリをリリース。JCBAインターネットサイマルラジオを通じ再生、茅ヶ崎市からの防災情報が配信できるようになった[13]。

## 送信所
| 親局 | 周波数  | 空中線電力 | 実効輻射電力 | 所在地                                                | 備考                                                                                        |
| ---- | ------- | ---------- | ------------ | ----------------------------------------------------- | ------------------------------------------------------------------------------------------- |
| 行谷 | 89.2MHz | 20W        | 50W          | 〒253-0007 神奈川県茅ヶ崎市行谷（文教大学バス停付近） | 茅ヶ崎市・高座郡寒川町を放送エリアとしている。 そのほか、平塚市・藤沢市の一部でも受信可能。 |

## 主な放送番組
出典：

### 自社製作番組
- EBOSHI MORNING RADIO（月 - 金 8:00 - 10:00）
- エボラジ LUNCH STATION（月 - 金 12:00 - 14:00）
- エボラジ 5（ファイブ）UP（月 - 木 17:00 - 19:00） - 2024年7月3日から水曜のみプレンティーズが冠スポンサーとなる
- エボラジ FRIDAY!（金曜 16:00 - 19:00）
- エボシ C調レディオ（土曜 11:00 - 13:00）
- プロボウラー名和秋の海街レイディオ Supported by 湘南茅ヶ崎ARTレディースクリニック（月曜 19:00 - 19:30）- 2024年7月6日からMUSIC BIRD for Community FMへのネット放送を開始（遅れネット、土曜・21:00 - 21:30）[9]
- KumeBro's SURF JOURNEY（月曜 19:30 - 20:00・（再放送）土曜 10:00 - 10:30）- 2024年7月6日から土曜 10:00 - 10:30で再放送
- YONCE、TAIHEIの一服（仮）（隔週火曜 19:00 - 20:00）
- maya ongakuのまやかしRADIO（隔週火曜 19:00 - 20:00）
- HELLO UNIVERSAL こんにちは世界（水曜 19:00 - 20:00）
- "漢"坪井慶介のラジオツボイ!（木曜 19:00 - 20:00）
- パリミキ Presents チガサキ・ドーナツ・レコード・ショップ（金曜 19:00 - 20:00）
- 井上園子のごあいさつ（金曜 20:00 - 20:30）
- GDO茅ヶ崎ゴルフリンクス Presents 石塚かれんのGood Sand♪（土曜 10:30 - 11:00）

### 共同制作番組
- イシバシハザマのもてなし（毎月第1 最終日曜日 13:00 - 14:00） - BSよしもととの共同制作番組[16]

### エフエム東京制作の同時ネット番組
- 桑田佳祐のやさしい夜遊び（土曜 23:00 - 23:55）- エフエム東京の電波を再送信という形で放送

### 自社製作ノンストップ・ミュージックゾーン
- 茅ヶ崎 MORNING MUSIC（月 - 金 6:00 - 8:00）
- MUSIC SELECT（月 - 金 10:00 - 12:00、14:00 - 16:00・17:00）
- MIYAJI MUSIC SELECT（月 - 木 20:00 - 23:00、金曜 20:30 - 23:00）
- EBOSHI SURF TIME MUSIC（土・日 6:00 - 8:00）
- PARK SIDE MUSIC（土曜 8:00 - 10:00、13:00 - 17:00＜日曜 8:00 - 17:00）
- エボラジ WEEKEND MUSIC（土・日 18:00 - 23:00）

なお、番組休止中も音楽を放送している。

### 終了している番組
- Captain Coconut Radio（水曜 19:00 - 20:00） - 「エボラジ5UP」水曜日と合併する形で終了した。
- エボラジ LUNCH STATION サタデー（土曜 10:00 - 13:00） - 放送は不定期で、放送されない週もあった。

## 時報
開局当時は、正時になってから時報CMが流れることもあったが、現在は正時になる前にCMが流れるようになった。なお、時報音（ポーンなどという音）は開局からない。
時報CMが無い場合、CM後そのまま番組開始、またはノンストップ・ミュージックゾーンにフェードインする。
| 時 | スポンサー               |
| -- | ------------------------ |
| 8  | クライオエンジニアリング |
| 9  | ブランチ茅ヶ崎           |
| 10 | ラスカ茅ヶ崎             |
| 12 | トヨタモビリティ神奈川   |
| 13 | 湘南ちがさき屋           |
| 17 | アルバック               |
| 18 | ハワイアン航空           |
| 19 | プレンティーズ           |